# 錫達克里克鎮區 (密蘇里州韋恩縣)
錫達克里克鎮區（英語：Cedar Creek Township）是位於美國密蘇里州韋恩縣的一個行政鎮區。

## 地方資料
錫達克里克鎮區的面積為194.56平方千米，當中陸地面積為193.10平方千米，而水域面積為1.46平方千米。根據2020年美國人口普查的數據，當地共有人口307人，而人口密度為每平方千米1.58人。